# Hôtel de Ville, Paris

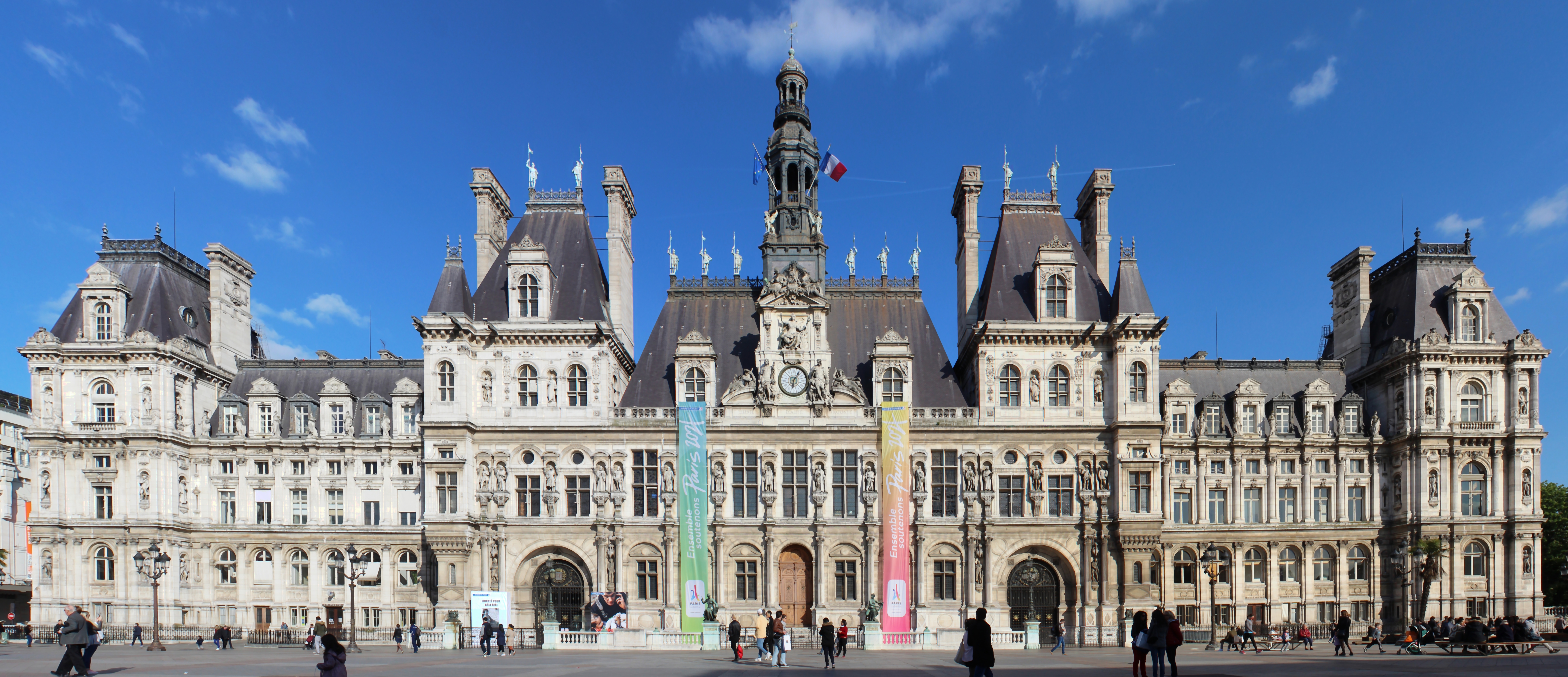
Hôtel de Ville i Paris.

Hôtel de Ville vid Place de l'Hôtel-de-Ville, tidigare Place de Grève, beläget i Paris fjärde arrondissement är den franska huvudstadens stadshus.
I närheten av huset finns metrostationen Hôtel de Ville som trafikeras av två linjer.

## Bakgrund
Föregångaren till Hôtel de Ville inrymdes 1357 i ett tvåvåningshus vid torget och kallades Maison aux piliers, "Pelarhuset". Ett nytt stadshus i renässansstil uppfördes 1553–1628 och byggdes ut 1803 och 1837.
Byggnaden rymmer 108 statyer av berömda parisare och 30 skulpturer av andra franska städer. Den imposanta interiören går i empirstil där trapphuset, festsalen Salle de Fêtes, de målade väggarna och taken är de mest spektakulära inslagen.
I byggnaden proklamerades den Tredje franska republiken den 4 september 1870 av den Nationella försvarsregeringen. Byggnaden förstördes i samband med Pariskommunen 1871, men återuppfördes i sin ursprungliga stil.